# Бюкуа, Шарль-Альбер де Лонгваль
Шарль-Альбер (Карл Альберт) де Лонгваль (фр. Charles-Albert de Longueval; 1607 — 29 марта 1663, Монс), 3-й граф де Бюкуа (фон Бюкуа) — государственный и военный деятель Испанских Нидерландов, участник Тридцатилетней войны.

## Биография
Сын имперского генерал-фельдмаршала Шарля-Бонавантюра де Лонгваля, графа де Бюкуа, и Марии Магдалены де Билья.
Граф фон Гратцен, барон де Во и фон Розенберг, сеньор де Фарсьен в Льежском епископстве, Гёлезен и Асье-ле-Пти в Артуа.
Губернатор Валансьена, член Государственного совета короля Испании, дворянин его палаты, камергер императора, капитан ордонансового отряда и пехотной роты. На помпезной церемонии погребения эрцгерцога Альбрехта 12 марта 1621 нес богато украшенный шлем.
19 апреля 1632 стал капитан-генералом и великим бальи Эно. Занимал высокие военные посты в Испанских Нидерландах: в 1635—1636, 1644—1648 и 1652 году был генералом кавалерии, а в 1644—1646 также генералом артиллерии).
Командор ордена Калатравы, в 1650 году был пожалован Филиппом IV в рыцари ордена Золотого руна.
Умер в 1663 году в своей резиденции в Монсе, и был погребен в церкви монастыря Святого Франциска в Фарсьене. По выражению Шарля Рабленека, автора статьи о фельдмаршале Бюкуа в «Бельгийской Национальной Биографии», Шарль-Альбер имел все то, что принадлежало его отцу, и даже орден Золотого руна, но не играл такой же заметной роли.
В честь этого деятеля Михил ван Лангрен дал одному из лунных кратеров имя Лонгваля (Longevalli, ныне Загут)

## Семья
Жена (5.02.1634): Мари-Гийеметта-Филиппина де Крой-Сольр (ум. 23.09.1676), дочь Жана де Кроя, графа де Сольр, и Жанны де Лален
Дети:
- Фердинанд Карл де Лонгваль (1634—19.01.1685), граф де Бюкуа, австрийский барон, полковник испанской армии, рыцарь ордена Калатравы. Жена (6.03.1667): графиня Мария Маргарета фон Абенсперг-унд-Траун (1649—1706), дочь графа Эрнста фон Абенсперга-унд-Трауна и Катарины Урсулы фон Вебер
- Иоганн Франц де Лонгваль (1635—1662), полковник испанской армии в Нидерландах
- Карл Филипп де Лонгваль (1636—1.12.1690, Вена), граф де Бюкуа, с 1.06.1688 князь де Лонгваль, полковник кавалерии на испанской и имперской службе, рыцарь ордена Калатравы. Жена 1) (19.11.1670): Маргарита-Франсуаза де Хорн (ум. 1700), дочь Филиппа Ламораля де Хорна, графа де Уткерке, и Доротеи де Линь-Аренберг; 2): Мари-Мадлен де Ла-Пьер де Бузи
- Альбрехт Карл де Лонгваль (1637—5.10.1714), граф де Бюкуа, австрийский барон, камергер и личный советник императора, рыцарь ордена Калатравы. Жена 1) (15.3.1671): графиня Элизабет Поликсена фон Кавриани (ум. 1703), дочь графа Фридриха фон Кавриани и Элизабет фон Меггау, вдова графа Зигфрида Леонарда фон Бройнера; 2) (29.9.1703, 29.7.1705 или 1706): графиня Антония Рената Чернин фон Худениц (ум. 1733), дочь Томаша Закариуса Чернина фон Худениц и графини Сусанны Ренаты Боржита с Мартиниц
- Мария Целестина де Лонгваль (6.04.1639—17.03.1680). Муж (23.11.1661): граф Фердинанд де Мерод (1633—1679)
- Изабелла Маргарита де Лонгваль (1641—4.10.1724, Лилль). Муж (1 или 4.07.1668): Гийом де Майи (ум. до 1724), маркиз де Кенуа
- Александр Онуфриус де Лонгваль (1643—29.03.1676, Мессина), полковник испанской службы
- Тереза Дофина Клара де Лонгваль (р. 1645, ум. в юности)
- Евгений де Лонгваль (р. 1646, ум. в юности)
- Йозеф Евгений Франциск де Лонгваль (1648 или 1650—15.11.1677, Вена)
- Мария Евгения Бригитта де Лонгваль (1650 или 1654—21.4.1714), канонисса в Монсе, графиня фон Бюкуа. Муж (4 или 5.04.1672): граф Гийом-Франсуа д'Аржанто (1652—1693)
- Мария Магдалина Вильгельмина (Мари-Мадлен) де Лонгваль (1651 или 1656—1679). Муж (25.02.1676): князь Альбер-Октав Церклас де Тилли (1646—1715)
- Ланделинус де Лонгваль (1653 или 1658—19.08.1691), полковник кавалерийского полка Бюкуа на имперской службе, погиб в битве при Сланкамене. Жена (ок. 1685): Мари Мадлен Ливин де Ла-Пьер дю Фе